# 주선양 대한민국 총영사관
주선양 대한민국 총영사관(중국어: 大韩民国驻沈阳总领事馆)은 대한민국 정부가 중화인민공화국 선양시에 설치한 총영사관이다. 현임 총영사는 최희덕이다.

## 역사
- 1999년 7월 8일 : 주중국 대한민국 대사관 영사부 주선양 사무소 개설
- 2003년 4월 17일 : 주선양 대한민국 총영사관으로 승격
- 2005년 2월 28일 : 현재의 청사가 입주하게 됨 (현재의 소재지 : 선양시 허핑구 남십삼위로 37)

## 소재지
- 중국어 : 中国辽宁省沈阳市和平区南13纬路37号
- 영어 : No. 37, South 13 Latitude Road, Heping District, Shenyang, Liaoning, CHINA

## 역대 공관장
- 초대 소장 : 권영국 (1999년 7월 ~ 2001년 2월)
- 2대 소장 : 장석철 (2001년 2월 ~ 2001년 12월)
- 3대 소장 및 총영사 : 오병성 (2001년 12월 ~ 2004년 9월)[A]
- 4대 총영사 : 오갑렬 (2004년 9월 ~ 2007년 5월)
- 5대 총영사 : 박성웅 (2007년 5월 ~ 2009년 3월)
- 6대 총영사 : 신형근 (2009년 3월 6일 ~ 2011년 3월)
- 7대 총영사 : 조백상 (2011년 3월 ~ 2014년 4월)
- 8대 총영사 : 신봉섭 (2014년 4월 ~ 2018년 1월)
- 9대 총영사 : 임병진 (2018년 1월 ~ 2020년 12월)
- 10대 총영사 : 최두석 (2020년 12월 ~ 2023년 1월)
- 11대 총영사 : 최희덕 (2023년 2월 ~ )

## 공관 조직
- 정무부
- 경제부
- 영사부
- 운영지원부

## 관할 구역
- 랴오닝성
- 지린성
- 헤이룽장성

## 비고
주선양 대한민국 총영사관 산하 출장소는 다롄시에 위치하고 있는 주다롄 대한민국 출장소가 유일하다. 해당 출장소는 2012년 8월 29일 개소하여 오늘에 이르고 있다.

## 같이 보기

### 일반 주제
- 대한민국의 재외공관 목록
- 중화인민공화국 주재 외국공관 목록
- 대한민국-중화인민공화국 관계
- 주다롄 대한민국 출장소

### 중국에 설치된 한국 공관
- 주중국 대한민국 대사관
- 주상하이 대한민국 총영사관
- 주광저우 대한민국 총영사관
- 주시안 대한민국 총영사관
- 주우한 대한민국 총영사관
- 주칭다오 대한민국 총영사관
- 주홍콩 대한민국 총영사관
- 주청두 대한민국 총영사관